# Eugene Garfield
Eugene Garfield (16. září 1925 New York – 26. února 2017 Filadelfie, Pensylvánie) byl americký vědec a zakladatel bibliometrie a scientometrie. Je považován za jednoho ze průkopníků empirické informační vědy.
Studoval na Columbia University, kde získal v roce 1949 titul bakaláře (B. S.) v chemii, magisterský titul v roce 1954 v knihovnické vědě. Doktorát obdržel v roce 1961 v oboru lingvistiky na University of Pennsylvania.
Od roku 1955 pracoval jako konzultant farmaceutické firmy a specializoval se na vědecké informace. V tomto oboru stanovil Current contents (Seznamy obsahů relevantních odborných časopisů). V roce 1955 navrhl v článku v uznávaném časopise Science (Svazek 122, číslo 3159, strany 108-111)[zdroj?], aby se systematicky shromažďovaly citace vědeckých publikací se srozumitelnými citačními zvyklostmi. V roce 1963, osm let po zveřejnění svých základních myšlenek, představil svůj první vědeckocitační index (Science Citation Index). Již roku 1960 založil Institut pro vědecké informace (Institute for Scientific Information (ISI)), v jehož vedení zůstal až do svého odchodu do důchodu v roce 1992. Tato instituce vypracovala různé pravidelné vydávané citační rejstříky, vedle Science Citation Index také Social Sciences Citation Index (od roku 1973), Arts & Humanities Citation Index (od roku 1978) a Index Chemicus. Dnes existují tyto rejstříky pod značkou Web of Science jako databáze. V roce 1986 se stal zakládajícím redaktorem The Scientist, odborného časopisu pro biomedicínu, který vychází jednou za dva týdny.
Částí díla se inspiroval ve známém článku Vannevara Bushe As We May Think, Garfield se ujal vytvoření komplexního citačního indexu, který by ukazoval šíření vědeckého myšlení. Vytvoření Science Citation Index umožnilo počítat impakt faktor, který měří význam odborných časopisů. Garfieldova práce vedla k vývoji několika algoritmů pro hodnocení důležitosti informací jako např. HITS a Pagerank. Oba používají strukturované citace mezi webovými stránkami pomocí hypertextových odkazů.
Za své velké zásluhy obdržel četné čestné doktoráty a byl vyznamenán několika cenami. Mezi tyto ocenění patří cena Award of Merit, kterou uděluje American Society for Information Science and Technology, kterou dostal v roce 1975 a v roce 1983 získal Patterson-Crane Award od American Chemical Society.

## Publikace
- An algorithm for translating chemical names to molecular formulas (Diss., 1961)
- Essays of an information scientist (15 Bände, 1977-1993)
- Citation indexing. Its theory and application in science, technology, and humanities, New York: Wiley 1979